# 阿布塔辛
阿布塔辛（阿拉伯语：‎，羅馬化：Abu Tahsin al-Salihi，1953年—2017年9月29日） 是一名伊拉克狙擊手老兵。他是伊拉克人民動員的一名志愿者。他宣称至少已经杀死320名伊斯兰国武装人员。他被誉为狙击手教长。
2017年9月，他在向Hawija进军时阵亡。他的葬礼在9月30日举行。